# 武山真吾
武山 真吾（たけやま しんご、1984年6月22日 - ）は、愛知県名古屋市緑区出身の元プロ野球選手（捕手）、コーチ、監督。右投右打。

## 経歴

### プロ入り前
子どもの頃から地元のプロ野球チーム中日ドラゴンズを応援し、中村武志、立浪和義、今中慎二らに憧れていた。
中学時代は、名古屋市内では強豪の緑クラブへ入団する。中学2年生の頃から正捕手の座を勝ち取り、卓越した強肩・強打で打順5番・6番を務める。享栄高等学校では1学年下に大島洋平がおり、投手兼外野手だった大島とはバッテリーを組んだ事もあった。
3年夏の愛知県大会では、準決勝で中京大中京高校に敗れ、甲子園出場は果たせなかったが、準々決勝で愛知高校と対戦した際に4打数4安打と活躍したのがスカウトの目に留まり、2002年度ドラフト会議にて、横浜ベイスターズから10巡目指名を受け、入団。

### 横浜時代

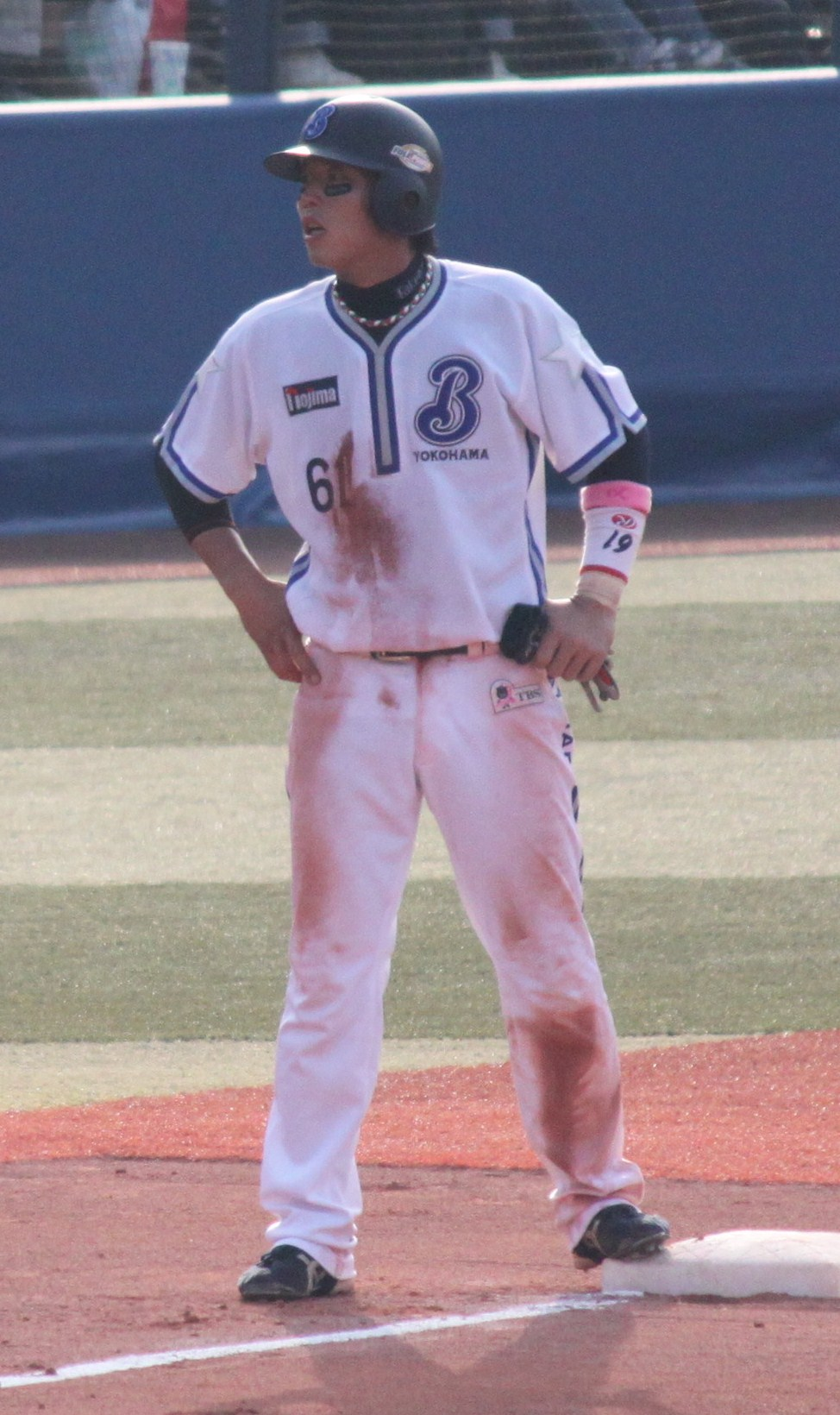
横浜時代（2010年5月5日、横浜スタジアム）

2005年、フレッシュオールスターゲームに出場し、優秀選手賞とホームラン賞を獲得した。
2006年、序盤から一軍に控え捕手として待機していたが出場機会はなかった。
2007年、イースタン・リーグにおいて、出場機会増加を目的に三塁手へ準コンバートされ、この年は捕手・三塁手・一塁手・左翼手で起用された。二軍では規定打席不足ながら打率.300を越え、チームトップの9本塁打を記録した。
2008年、5月31日の対千葉ロッテマリーンズ戦（千葉マリンスタジアム）で一軍初出場を果たし、相川亮二の故障離脱を補った。チームが最下位と低迷する中、武山の活躍によってチームの起用法を若手中心に転換させた。後半は相川の再離脱も重なったことで斉藤俊雄と併用され、シーズン33試合に出場した。
2009年、5月に田代富雄が監督代行に就任すると即一軍に昇格し、新沼慎二・細山田武史との併用でスタメンに抜擢されるようになった。途中加入したスティーブン・ランドルフとのバッテリーで好成績を残し、最終的には細山田に次いでマスクをかぶり自己最多の49試合に出場した。
2010年、開幕前に移籍してきた橋本将に次ぐ2番手捕手だったが、橋本の離脱以降は前年同様に阻止率の低迷に苦しむチームに肩でアピールし、レギュラーを獲得した。チーム捕手最多の95試合に出場したが、打撃面においては打率.187と結果を残せなかった。
2011年、4月12日に「8番・捕手」として初の開幕スタメン入りを果たす。一時はセントラル・リーグトップの盗塁阻止率を誇ったが、打撃面は不調だった。その後は自身の不調や投手陣が崩壊した影響で、7月26日に降格して以降は一軍出場がなかった。

### 西武時代
2011年11月22日、後藤武敏とのトレードで埼玉西武ライオンズへ移籍。背番号は52。

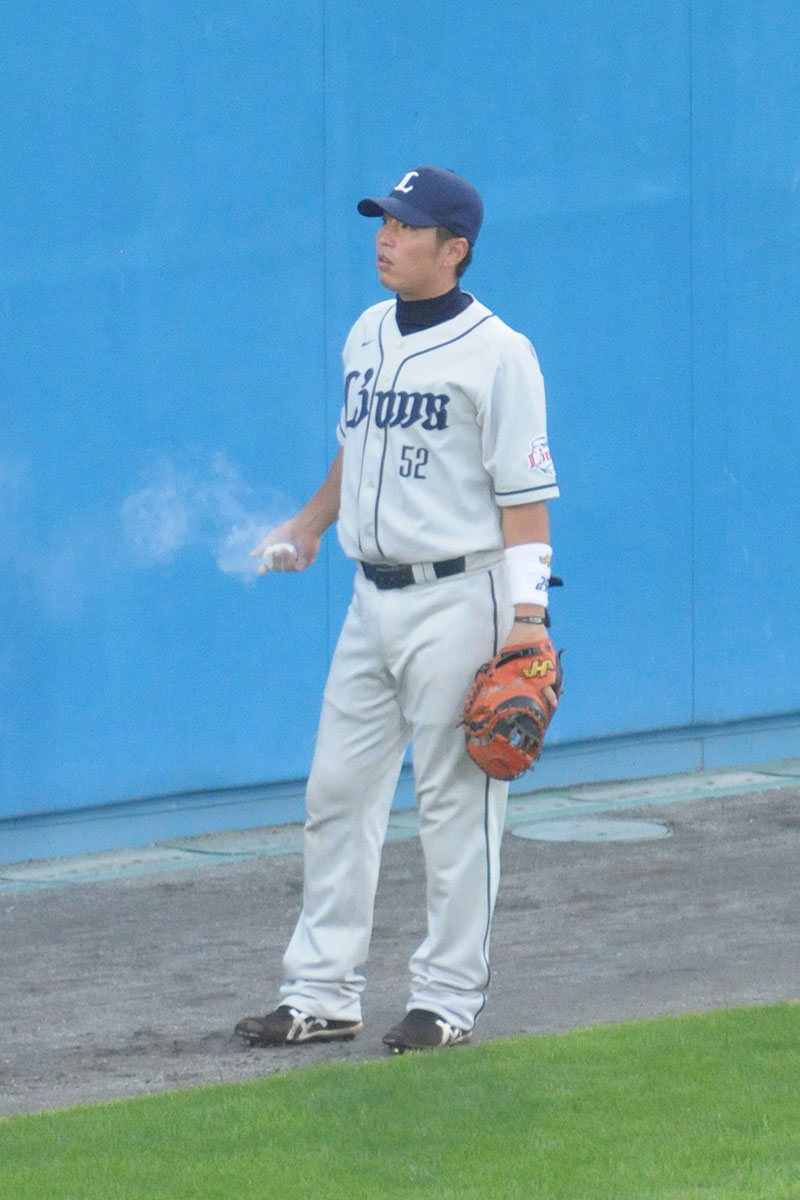
西武時代（2013年7月31日、こまちスタジアム）、

2012年、5月にバセドウ病に罹り、治療の末に回復はしたものの一軍昇格はならなかった。
2013年、5月15日の東京ヤクルトスワローズ戦（明治神宮野球場）で西武移籍後初ヒットとなる2点適時打を代打で放った。
2014年、4月に代打で出場したが、その1試合の出場に留まっていた。

### 中日時代
2014年5月2日、金銭トレードで中日ドラゴンズへ移籍。翌日、ナゴヤドームで入団会見が行われた。背番号は49。
打撃は低迷したが、山井大介やダニエル・カブレラなどを中心にバッテリーを組むなど、谷繁元信、松井雅人に次ぐ出場機会を得た。また、盗塁阻止率はチームトップの.412を記録した。オフに背番号を西武時代と同じ「52」に変更。
2015年、開幕から松井雅と併用で使われていたが、4月18日の広島戦に代走として出場した際に本塁クロスプレーで広島の捕手會澤翼と激突して脚を負傷し、担架で運ばれて試合から退いた。20日に右前距腓靱帯の損傷と診断され、9月には負傷箇所の手術を受けた。
2016年、開幕一軍に入るもスタメン出場はなく、15試合の出場に終わった。
2017年、開幕から二軍暮らしが続いたが、6月15日に一軍に昇格。17日の西武戦で移籍後初の適時打を放った。以降は田島慎二などを中心にバッテリーを組み、抑え捕手として出場した。オフに背番号を自身の尊敬する中村武志が現役時代に着けていた「39」に変更。
2018年は、初打席となった6月7日のロッテ戦で起死回生の2点適時打を放った。最終的には30試合に出場したが、打率1割未満に終わった。
2019年、2年連続で30試合に出場したが、10月1日に球団から翌年の契約を結ばないことを伝えられた。12月2日に自由契約公示された。

### 現役引退後
2020年から中日の二軍バッテリーコーチに就任することが発表された。2021年の春季キャンプ中の2月21日、一軍バッテリーコーチの中村武志が胃の手術で療養したたため、3週間ほど一軍バッテリーコーチを代行した。
2021年限りで与田政権退陣に伴い二軍バッテリーコーチを退任。
中日退団後の2022年4月に学生野球資格を回復。また、小中学生、社会人に個別で野球指導を行いながらセルフの脱毛サロンを経営している。4月18日、自身のインスタグラムにて、現役時代から10年もの間患っていた、バセドウ病の手術を行った事を明かした。
2022年5月、神奈川県小田原市を拠点とする社会人野球クラブチームであるリベラック小田原の監督に就任した。

## 選手としての特徴・人物
意外性のある打撃と強肩が魅力の捕手。守備では一塁や三塁、外野もこなせる器用性を持っている。
山本昌は「大きな体を小さく見せてくれて、投げやすかった。サインがすんなり決まるキャッチャーだった」と投手目線で武山の事を語っている。
横浜時代の応援歌は2010年5月から若菜嘉晴、中村武志らに使用されていたものが使われていた。これは中村を慕っていた武山が自ら希望したことによる。

## 詳細情報

### 年度別打撃成績
| 年 度      | 球 団      | 試 合 | 打 席 | 打 数 | 得 点 | 安 打 | 二 塁 打 | 三 塁 打 | 本 塁 打 | 塁 打 | 打 点 | 盗 塁 | 盗 塁 死 | 犠 打 | 犠 飛 | 四 球 | 敬 遠 | 死 球 | 三 振 | 併 殺 打 | 打 率 | 出 塁 率 | 長 打 率 | O P S |
| ---------- | ---------- | ----- | ----- | ----- | ----- | ----- | -------- | -------- | -------- | ----- | ----- | ----- | -------- | ----- | ----- | ----- | ----- | ----- | ----- | -------- | ----- | -------- | -------- | ----- |
| 2008       | 横浜       | 33    | 81    | 74    | 2     | 17    | 3        | 0        | 0        | 20    | 5     | 0     | 0        | 3     | 0     | 3     | 1     | 1     | 23    | 1        | .230  | .269     | .270     | .540  |
| 2009       | 横浜       | 49    | 130   | 120   | 7     | 29    | 5        | 0        | 0        | 34    | 5     | 1     | 1        | 2     | 0     | 7     | 1     | 1     | 35    | 2        | .242  | .289     | .283     | .572  |
| 2010       | 横浜       | 95    | 298   | 257   | 15    | 48    | 8        | 2        | 1        | 63    | 22    | 0     | 0        | 16    | 2     | 20    | 8     | 1     | 56    | 5        | .187  | .246     | .245     | .491  |
| 2011       | 横浜       | 46    | 102   | 88    | 4     | 11    | 3        | 0        | 1        | 17    | 5     | 0     | 0        | 6     | 1     | 4     | 0     | 3     | 26    | 4        | .125  | .188     | .193     | .381  |
| 2013       | 西武       | 19    | 16    | 15    | 2     | 1     | 0        | 0        | 0        | 1     | 2     | 0     | 0        | 0     | 0     | 0     | 0     | 1     | 6     | 0        | .067  | .125     | .067     | .192  |
| 2014       | 西武       | 1     | 1     | 1     | 0     | 0     | 0        | 0        | 0        | 0     | 0     | 0     | 0        | 0     | 0     | 0     | 0     | 0     | 1     | 0        | .000  | .000     | .000     | .000  |
| 2014       | 中日       | 33    | 72    | 63    | 4     | 8     | 0        | 0        | 1        | 11    | 5     | 0     | 0        | 4     | 1     | 3     | 0     | 1     | 15    | 1        | .127  | .176     | .175     | .351  |
| '14計      | 中日       | 34    | 73    | 63    | 4     | 8     | 0        | 0        | 1        | 11    | 5     | 0     | 0        | 4     | 1     | 3     | 0     | 1     | 16    | 1        | .125  | .174     | .172     | .346  |
| 2015       | 中日       | 11    | 27    | 22    | 1     | 2     | 0        | 0        | 0        | 2     | 0     | 0     | 0        | 1     | 0     | 4     | 0     | 0     | 8     | 1        | .091  | .231     | .091     | .322  |
| 2016       | 中日       | 15    | 5     | 4     | 1     | 0     | 0        | 0        | 0        | 0     | 0     | 0     | 0        | 0     | 0     | 1     | 0     | 0     | 2     | 0        | .000  | .200     | .000     | .200  |
| 2017       | 中日       | 50    | 76    | 66    | 2     | 15    | 1        | 0        | 1        | 19    | 7     | 0     | 0        | 2     | 0     | 7     | 0     | 1     | 21    | 3        | .227  | .311     | .288     | .599  |
| 2018       | 中日       | 30    | 54    | 44    | 1     | 3     | 2        | 0        | 0        | 5     | 6     | 0     | 0        | 2     | 3     | 5     | 1     | 0     | 17    | 0        | .068  | .154     | .114     | .267  |
| 2019       | 中日       | 30    | 51    | 45    | 6     | 9     | 2        | 0        | 1        | 14    | 4     | 0     | 0        | 1     | 0     | 3     | 0     | 2     | 13    | 1        | .200  | .280     | .311     | .591  |
| 通算：11年 | 通算：11年 | 412   | 913   | 799   | 45    | 143   | 24       | 2        | 5        | 186   | 61    | 1     | 1        | 37    | 7     | 57    | 11    | 11    | 223   | 18       | .179  | .241     | .233     | .474  |

- 各年度の太字はリーグ最高

### 年度別守備成績
| 年 度 | 捕手  | 捕手  | 捕手  | 捕手  | 捕手  | 捕手  | 捕手     | 捕手     | 捕手     | 捕手     | 捕手     | 一塁  | 一塁  | 一塁  | 一塁  | 一塁  | 一塁     |
| 年 度 | 試 合 | 刺 殺 | 補 殺 | 失 策 | 併 殺 | 捕 逸 | 守 備 率 | 企 図 数 | 許 盗 塁 | 盗 塁 刺 | 阻 止 率 | 試 合 | 刺 殺 | 補 殺 | 失 策 | 併 殺 | 守 備 率 |
| ----- | ----- | ----- | ----- | ----- | ----- | ----- | -------- | -------- | -------- | -------- | -------- | ----- | ----- | ----- | ----- | ----- | -------- |
| 2008  | 29    | 126   | 11    | 1     | 2     | 2     | .993     | 15       | 11       | 4        | .267     | -     | -     | -     | -     | -     | -        |
| 2009  | 49    | 293   | 27    | 2     | 4     | 2     | .994     | 33       | 24       | 9        | .273     | -     | -     | -     | -     | -     | -        |
| 2010  | 90    | 519   | 55    | 4     | 7     | 2     | .993     | 85       | 64       | 21       | .247     | -     | -     | -     | -     | -     | -        |
| 2011  | 45    | 189   | 26    | 0     | 0     | 3     | 1.000    | 23       | 13       | 10       | .435     | -     | -     | -     | -     | -     | -        |
| 2013  | 6     | 13    | 0     | 0     | 0     | 0     | 1.000    | 0        | 0        | 0        | -        | 3     | 5     | 0     | 0     | 0     | 1.000    |
| 2014  | 32    | 156   | 13    | 1     | 1     | 3     | .994     | 17       | 10       | 7        | .412     | 1     | 2     | 0     | 0     | 1     | 1.000    |
| 2015  | 10    | 42    | 6     | 0     | 1     | 1     | .994     | 10       | 7        | 3        | .300     | -     | -     | -     | -     | -     | -        |
| 2016  | 15    | 21    | 0     | 0     | 0     | 0     | 1.000    | 1        | 1        | 0        | .000     | -     | -     | -     | -     | -     | -        |
| 2017  | 50    | 168   | 16    | 0     | 0     | 1     | 1.000    | 15       | 10       | 5        | .333     | -     | -     | -     | -     | -     | -        |
| 2018  | 30    | 121   | 13    | 0     | 3     | 2     | 1.000    | 9        | 4        | 5        | .556     | -     | -     | -     | -     | -     | -        |
| 2019  | 29    | 104   | 10    | 0     | 1     | 0     | 1.000    | 11       | 9        | 2        | .182     | -     | -     | -     | -     | -     | -        |
| 通算  | 385   | 1752  | 177   | 8     | 19    | 16    | .996     | 219      | 153      | 66       | .301     | 4     | 7     | 0     | 0     | 1     | 1.000    |

### 記録
初記録
- 初出場：2008年5月31日、対千葉ロッテマリーンズ1回戦（千葉マリンスタジアム）、7回裏に相川亮二に代わり捕手で出場
- 初先発出場：2008年6月1日、対千葉ロッテマリーンズ2回戦（千葉マリンスタジアム）、8番・捕手で先発出場
- 初打席：同上、3回表に成瀬善久から遊撃ゴロ
- 初安打：同上、9回表に伊藤義弘から右前安打
- 初打点：2008年7月20日、対読売ジャイアンツ14回戦（横浜スタジアム）、3回裏に東野峻から押し出し四球
- 初盗塁：2009年9月21日、対阪神タイガース22回戦（横浜スタジアム）、4回裏に二盗（投手：安藤優也、捕手：矢野輝弘）
- 初本塁打：2010年4月30日、対東京ヤクルトスワローズ7回戦（明治神宮野球場）、5回表に館山昌平から左越3ラン

その他の記録
- 1試合2度の打撃妨害：2009年8月28日、対広島東洋カープ18回戦（横浜スタジアム）、5回表・7回表にいずれも栗原健太の打席で記録

### 背番号
- 61（2003年 - 2011年）
- 52（2012年 - 2014年5月1日、2015年 - 2017年）
- 49（2014年5月2日 - 同年終了）
- 39（2018年 - 2019年）
- 75（2020年 - 2021年）

### 登場曲
- 「俺たちの明日」エレファントカシマシ（2015年 - 2019年）